# Efeitos de ciclones tropicais
Os efeitos de ciclones tropicais são geralmente os impactos que ciclones tropicais provocam nas áreas por onde percorrem. Os principais impactos destrutuivos incluem chuva pesada, fortes ventos, grandes marés ciclônicas no momento do landfall e até mesmo tornados. O poder destrutivo de um ciclone tropical depende principalmente de sua intensidade e de seu tamanho. Os ciclones tropicais agem na cobertura florestal, assim como também mudam a paisagem, por mover e remoldar dunas de areias e causando erosão extensiva ao longo da costa. Mesmo quando está sobre terra, pesadas chuvas podem levar a enxurradas de lama e deslizamentos de terra em áreas montanhosas. Seus impactos podem ser sentidos durante um intervalo de tempo por medir a quantidade de Oxigênio 18 dentro de cavernas perto da costa.
Após a passagem do ciclone, a devastação continua. A água parada pode causar a disseminação de doenças e a infraestrutura de transportes e comunicações podem ser destruídas, atrasando a limpeza e os esforços de resgate. Perto de dois milhões de pessoas morreram por causa de ciclones tropicais nos últimos tempos. Apesar de seus efeitos de devastação, os ciclones tropicais também são benéficos, por potencialmente trazer chuvas a áreas secas e mover calor para latitudes mais altas. No mar, os navios pegam vantagens por navegar no lado ocidental (mais fraco) de um ciclone tropical.